# Reno Nonsens
Reno (Regnauld) Nonsens geboren als Regnauld Seyfarth (Straatsburg, 3 april 1919 - Frankfurt am Main, 27 september 2001) was een Duitse acteur en cabaretier.

## Jeugd en opleiding
Reno Nonsens kwam op 6-jarige leeftijd naar Frankfurt, waar hij in 1939 aan de Wöhlerschule het eindexamen succesvol afsloot, waarna hij een piano- en acteursopleiding bezocht aan het Dr. Hoch's Konservatorium. Na een opleiding tot leerlooier in Freiberg werd hij opgeroepen voor de militaire dienstplicht. Na zijn afzwaaien ging hij horecawetenschappen studeren in Frankfurt, Straatsburg en Freiburg tot aan zijn afronding als gediplomeerd econoom.

## Carrière
Na de Tweede Wereldoorlog concentreerde hij zich volledig op zijn artistieke begaafdheden. In 1950 was hij een van de oprichters van het cabaret Die Schmiere, het slechtste theater ter wereld. Bij het Hessische Fernsehen was hij in de jaren 1960 te zien als portier in de serie Die Firma Hesselbach. Landelijk bekend werd hij door de tv-show Zum Blauen Bock, waarin hij als hoofdkelner en begeleider van Heinz Schenk en Lia Wöhr optrad. In zijn rollen vertolkte hij meestal de eeuwige brompot en slechtgehumeurde cultuurbarbaar. Zijn korte optredens begonnen meestal met de woorden: Tach, Frau Wirtin! Tach, Herr Nonsens!. In 1990 nam hij afscheid van het podium met het programma Rolfs und Nonsens räumen das Lager.

## Privéleven en overlijden
Reno Nonsens overleed op 27 september 2001 in de leeftijd van 81 jaar.
- Gemeinsame Normdatei: 1029093199
- Virtual International Authority File: 293843300
- WorldCat: E39PBJqBwyjt9B36T83hcxrjG3